# Multiemitter-Transistor

Schaltsymbol eines Multiemitter-Transisors mit drei Emitter-Anschlüssen (E1 bis E3)

Der Multiemitter-Transistor stellt eine besondere Form von Bipolartransistor dar. Er verfügt über einen Basis- (B) und einen Kollektoranschluss (C), aber im Unterschied zu herkömmlichen Bipolartransistoren weist er mehrere Emitteranschlüsse (E1,…,En) auf. Schaltungstechnisch stellt er eine Parallelschaltung mehrerer herkömmlicher Bipolartransistoren dar, deren Basis- bzw. Kollektoranschlüsse zu je einem Anschluss zusammengefasst sind und deren Emitteranschlüsse separat verfügbar sind. Damit lassen sich leicht AND- und OR-Gatter, sowie deren Negationen (NAND- und NOR-Gatter) aufbauen. So lange einer der Emitter auf tiefem Potential (LOW) liegt, hat auch der Ausgang ein tiefes Potential. Nur wenn alle Emitter ein hohes Potential (HIGH) haben, hat auch der Ausgang (Kollektor) ein hohes Potential.

## Anwendung
Anwendungen liegen primär im Bereich der bipolaren Transistor-Transistor-Logik, wo der Multiemitter-Transistor in der Eingangsstufe von logischen Gattern  mit bis zu zehn Emitteranschlüssen Verwendung findet. In dieser Anwendung wird der Transistor in Basisschaltung betrieben. Der Vorteil gegenüber einzelnen Bipolartransistoren in Parallelschaltung liegt insbesondere bei integrierten Schaltungen in der reduzierten Chipfläche. Die Anwendungen von Multiemitter-Transistoren beschränken sich daher auf den Bereich von integrierten Schaltungen.